# Stazione di Asola
Stazione di Asola vasútállomás Olaszországban, Lombardia régióban, Asola településen.

## Vasútvonalak
Az állomást az alábbi vasútvonalak érintik:
- Brescia–Parma-vasútvonal

## Kapcsolódó állomások
A vasútállomáshoz az alábbi állomások vannak a legközelebb:
- Stazione di Canneto sull'Oglio
- Stazione di Remedello Sotto